# Banu Hudhayl
I Banū Hudhayl (in arabo ﺑﻨﻮ ﻫﺬﻳﻞ‎?) furono una tribù araba adnanita insediata nelle steppe desertiche dell'Arabia occidentale, in Hegiaz. Si proclamavano discendenti di Hudhayl (o Hothayl), che sarebbe stato il nipote del profeta antico-testamentario e coranico Ilyas.

## Ascendenti
La tribù tracciava in tal modo la sua ascendenza, risalendo fino ad Adamo:
Hudhayl (Hothayl) figlio di Mudrika, figlio di Ilyas (Elia), figlio di Muḍar, figlio di Nizār, figlio di Ma'add, figlio di ʿAdnān, figlio di al-Yās, figlio di Send, figlio di Nebaioth, figlio di Ismāʿīl, figlio di Ibrāhīm figlio di Azar, (Terach), figlio di Nahor, figlio di Serug, figlio di Reu, figlio di Peleg, figlio di Eber, figlio di Salah (Shaleh), figlio di Arpacsad, figlio di Sem, figlio di Noè, figlio di Lamech, figlio di Matusalemme, figlio di Enoch (Esdra), figlio di Iared, figlio di Maalaleel, figlio di Kenan, figlio di Enos, figlio di Seth, figlio di Adamo.

## Sottogruppi

Insediamenti approssimativi delle antiche tribù d'Arabia nel VII secolo.

I Banu Hudhayl erano divisi in due grandi sottotribù: quella dei Lihyan ibn Hudhayl e quella dei Sa'd ibn Hudhayl. Alla prima delle quali fu fantasiosamente ascritto il merito di aver fondato il regno lihyanita.